# Jack Bernstein
Jack Bernstein, właśc. John Dodick (ur. 5 listopada 1899 w Nowym Jorku, zm. 26 grudnia 1945 w Yonkers) – amerykański bokser, były zawodowy mistrz świata kategorii junior lekkiej.
Pochodził z ubogiej żydowskiej rodziny. Jego ojciec był sprzedawcą owoców. Pierwsze walki zawodowe stoczył podobno już w 1914, choć udokumentowane statystyki podają rok 1920. Przybrał pseudonim Jack Bernstein na cześć innego żydowskiego boksera Joe Bernsteina, który trzykrotnie walczył o mistrzostwo świata wagi piórkowej.
W 1922 stoczył 18 walk, z których wygrał 16, a tylko jedną przegrał. 30 maja 1923 w Nowym Jorku, po stoczeniu kolejnych 9 walk (w tym jednej przegranej) zmierzył się w pojedynku o mistrzostwo świata wagi junior lekkiej z obrońcą tytułu Johnnym Dundee. pomimo nokdaunu w 3. rundzie Bernstein wygrał na punkty i został nowym mistrzem świata. Po stoczeniu kilku walk towarzyskich (w tym wygranej z Rockym Kansasem) spotkał się w walce rewanżowej z Dundee 17 grudnia 1923 w Madison Square Garden w Nowym Jorku. Tym razem zwyciężył Dundee, odzyskując tytuł mistrzowski, chociaż zdaniem prasy werdykt był dla Bernsteina krzywdzący.
Na początku 1924 Bernstein zremisował z Sammym Mandellem i Rockym Kansasem, w maju stoczył walkę no decision z Mandellem (przegraną zdaniem prasy), a 15 września pokonał w ich trzeciej walce Johnny'ego Dundee, który w międzyczasie utracił mistrzostwo świata wagi junior lekkiej. Pod koniec tego roku zwyciężyli go Mandell i Kansas.
Ostatnie wartościowe zwycięstwa Bernstein odniósł w lutym i kwietniu 1927, gdy dwukrotnie pokonał byłego mistrza świata kategorii lekkiej Jimmy'ego Goodricha. Później większość walk przegrywał. Wycofał się w 1929, by powrócić na jedną walkę w 1931.
Po zakończeniu kariery bokserskiej aktywnie uczestniczył w życiu miasta Yonkers, działając w lokalnych organizacjach. Zmarł w 1945.